# Трансильванське плато

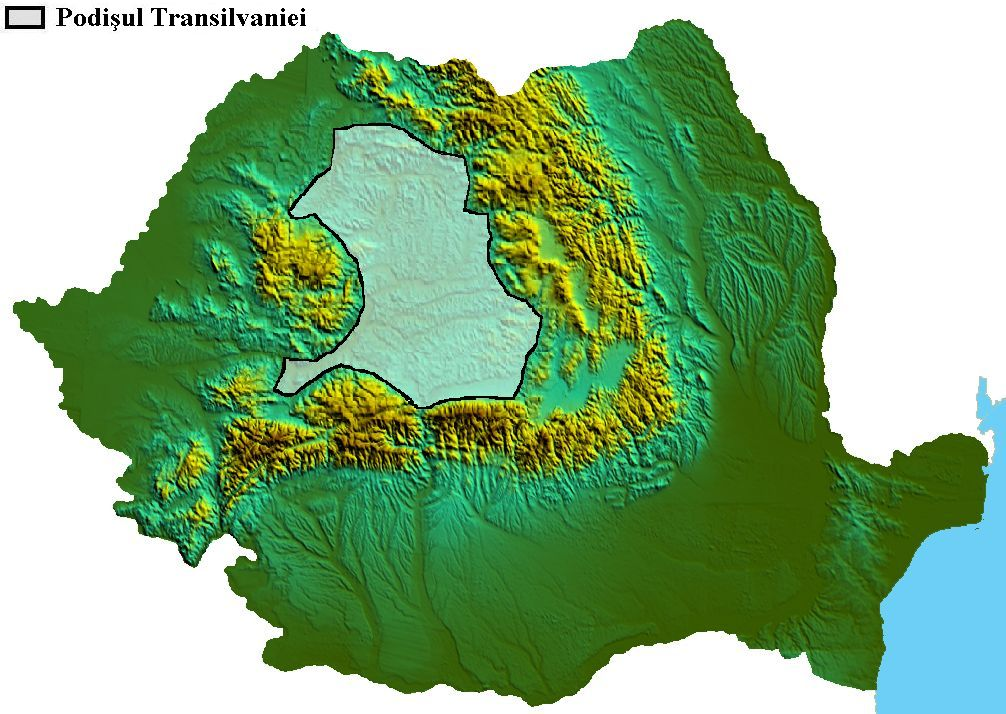
Трансильванське плато

Трансильва́нське плато́ (рум. Podişul Transilvaniei; угор. Erdélyi-medence) — плато в центральній Румунії (історична область Трансильванія), майже повністю оточене горами: Внутрішні Східні Карпати, Південні Карпати, Західні Румунські Карпати.
Розташовано в міжгірській улоговині заввишки 300–600 м (на околицях — до 900 м).
Клімат континентальний. Теплі літа змінюються дуже холодними зимами.
Обширні ліси покривають частину Трансильванського плато.

## Геологія
Складено переважно пісковиками і глинами неогена.

## Ріки
- Сомеш-Маре
- Муреш
- Олт

## Міста
- Клуж-Напока
- Брашов
- Сібіу
- Тиргу-Муреш